# 南非囊鼠屬
南非囊鼠屬（学名：Saccostomus），哺乳綱、囓齒目、馬島鼠科的一屬，而與南非囊鼠屬（南非囊鼠）同科的動物尚有非洲攀鼠屬（中黑攀鼠）、非洲巨鼠屬（非洲巨鼠）、長尾巨鼠屬（長尾巨鼠）等之數種哺乳動物。

## 下属物种
本属包括以下物种：
- Saccostomus campestris Peters, 1846
- Saccostomus mearnsi Heller, 1910